# John Underhill
John Underhill (* 7. Oktober 1597 in Warwickshire, England; † 21. Juli 1672 in Killingworth, Connecticut) war ein englischer Puritaner, Kolonist und Captain in der Massachusetts Bay Colony in Nordamerika. Bekannt ist Captain John Underhill besonders durch seine Einsätze in zwei Kriegen gegen die Indianer; zum einen 1637 im Pequot-Krieg gegen die Pequot, zum anderen 1644 im Wappinger-Krieg gegen die Massapequa.

## Biografie

### Frühe Jahre
John Underhill wurde vermutlich am 7. Oktober 1597 in Baginton bei Kenilworth, Grafschaft Warwickshire in England, geboren. Aufgrund ihres puritanischen Glaubens musste seine verwitwete Mutter Leonora ins niederländische Exil flüchten; seinen Vater, John Underhill, hatte er im Alter von 11 Jahren verloren. Im Standesamt von Gorimchen und Den Haag gibt ein Dokument, das Underhills Verlobung am 28. November 1628 mit Heylken, Tochter des Willem de Hooch, bestätigt und in dem er als Kadett der Garde des Prinzen von Oranien bezeichnet wird. In den Aufzeichnungen der Klosterkirche von Den Haag befindet sich ein Eintrag über Underhills Trauung am 12. Dezember 1628.

### Massachusetts Bay Colony

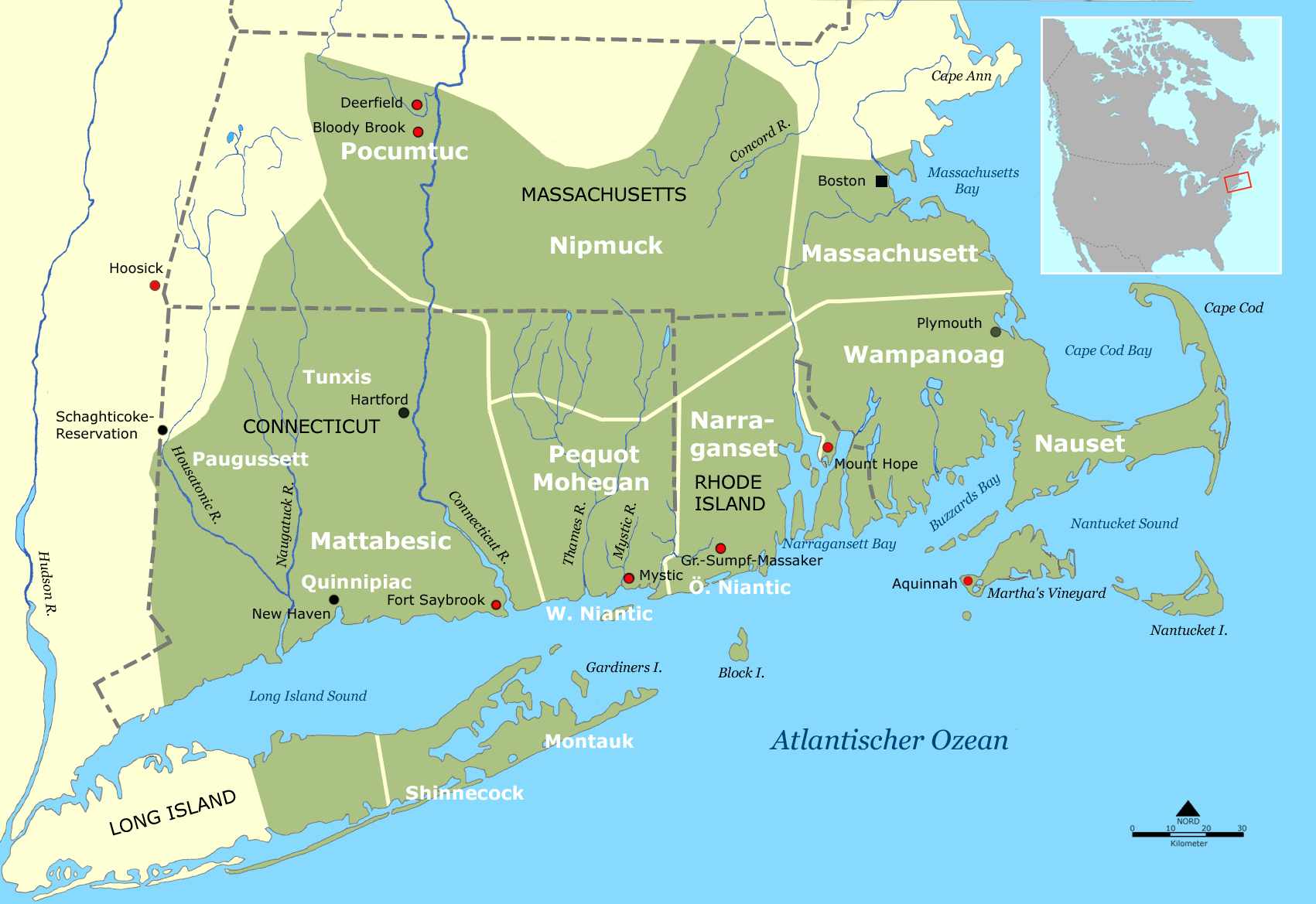
Südliches Neuengland im 17. Jahrhundert.

Es gilt als sicher, dass John Underhill gemeinsam mit John Winthrop am 8. April 1630 in England an Bord eines Schiffes nach Neuengland gegangen ist. Am 27. August 1630 trat er der First Church (Ersten Kirchengemeinde) der Massachusetts Bay Colony bei, während seine Frau (jetzt Helena genannt), vermutlich aus mangelnden Sprachkenntnissen erst im Oktober 1633 Mitglied der Kirche wurde.
Am 7. September 1630 wurde Underhill von den Verantwortlichen der Massachusetts Bay Colony damit beauftragt, gemeinsam mit Daniel Patrick die Miliz der Kolonie aufzubauen. Als Führer der Miliz wurde ihm der Rang eines Captains verliehen und zu seinen Aufgaben gehörte es, Gouverneur John Winthrop bei offiziellen Anlässen zu begleiten, Straftäter zu verhaften und geeignete Standorte für Forts auf Castle Island, in Charlestown und Dorchester auszuwählen. Im Mai 1634 wurde er zum Abgeordneten in den Massachusetts General Court und im Juli 1634 in den Stadtrat von Boston gewählt. Im November 1634 schickte ihn Gouverneur Winthrop nach England, um die Waffenlager der Kolonie aufzufüllen, denn die Kolonie erwartete einen bewaffneten Konflikt mit den Briten. Im August 1635 brachte er auf seiner Rückkehr eine Schiffladung mit Schießpulver nach Boston. Im folgenden Winter bekam er vom General Court den Auftrag, den Ausbau der Forts voranzutreiben. Außerdem sollte er seinen Freund Roger Williams verhaften, der nach Salem geflüchtet war. Williams galt bei den Puritanern als Freidenker und Separatist. Er wurde aus Massachusetts verbannt und kurze Zeit später mit Haftbefehl gesucht, entzog sich jedoch dem drohenden Gefängnis durch eine Flucht an die Narragansett Bay, wo er 1636 eine Niederlassung und später Rhode Island gründete.

### Pequot-Krieg
Als der Schiffskapitän John Oldham am 20. Juli 1636 von einigen Narraganset auf Block Island getötet wurde, sandte die Führung der Kolonie eine Strafexpedition von 80 Freiwilligen unter John Endecott, John Underhill und William Turner mit dem Befehl aus, die indianischen Krieger auf Block Island zu töten, die Frauen und Kinder gefangen zu nehmen und die Insel zu besetzen. Im Anschluss daran fuhr die Truppe zurück zum Festland, zog ins Pequot-Land und verlangte die Auslieferung der Mörder mehreren Kolonisten, dazu 1.000 Faden (1 Faden = 1,83 m) Wampum als Wiedergutmachung und einige Kinder als Geiseln.
Die Aktion war wenig erfolgreich, beendete jedoch den bis dahin bestehenden Frieden zwischen den Pequot und Briten und brachte die Besatzung von Fort Saybrook an der Mündung des Connecticut Rivers in Lebensgefahr. Sowohl Connecticut als auch Massachusetts unternahmen anschließend Feldzüge gegen die Pequot, wobei jede Kolonie hoffte, diesen Stamm vor der anderen zu vernichten. Captain John Mason mit 90 Mann aus Connecticut und Captain John Underhill mit 20 Mann aus Massachusetts marschierten mit mehreren Hundert indianischen Verbündeten zu einem befestigten Pequot-Dorf am Mystic River. Am 26. Mai 1637 wurde das Fort von den Belagerern umstellt und in Brand geschossen. Die Einwohner versuchten zu fliehen, wurden aber in die Flammen zurückgetrieben. Die Zahl der getöteten Indianer beim Mystic-Massaker wird in der neueren Forschung mit bis zu 700 Opfern angegeben.
Im September 1637 wurde Underhill vom weiteren Dienst suspendiert, degradiert und entwaffnet. Der General Court warf ihm vor, ein „aufrührerisches Schriftstück“ unterschrieben zu haben. Dabei handelte es sich um eine Petition zugunsten von Reverend John Wheelwright, der in einer Predigt gegen puritanische Regeln verstoßen hatte und zur Strafe verbannt werden sollte. Nach einem kurzen Aufenthalt in England im Jahr 1638 kehrte er zurück, verkaufte sein Haus in Boston und folgte Wheelwright nach Dover in New Hampshire. Nach seiner Verbannung aus Massachusetts wurde er 1640 von der First Church of Boston exkommuniziert. Im März 1640 wurde er zum Gouverneur der Dover Kolonie gewählt. Um 1642 siedelte er in Stamford in Connecticut und vertrat den Ort im General Court der New Haven Colony.

### Wappinger-Krieg
Im Jahr 1643 brach der Wappinger-Krieg zwischen Indianern und niederländischen Kolonisten in Nieuw Nederland aus. Im Oktober 1643 wurde die Lage für die Holländer kritisch. Gouverneur Willem Kieft bot deshalb den englischen Kolonisten in Connecticut 25.000 Gulden an, wenn sie ihm helfen würden, den indianischen Aufstand niederzuschlagen. Underhill stellte daraufhin eine Söldnertruppe von 120 Freiwilligen auf, bestehend aus Mohegan-Scouts und Connecticut-Kolonisten, übernahm die Führung und griff zu Beginn des Jahres 1644 in die Kämpfe ein.
Im Sommer 1644 zog die Truppe von Captain Underhill an die South Oyster Bay, um das dortige Fort der Massapequa anzugreifen. In der Morgendämmerung erstürmten Underhills 120 Mann das Fort und metzelten etwa die gleiche Anzahl an Massapequa nieder. Underhill wollte ein Exempel statuieren, um möglichen weiteren Aufständen der Indianer vorzubeugen. Seine Leute stapelten deshalb die Leichen der Massapequa-Krieger auf einer benachbarten Hügelkuppe. Mit der Unterstützung Underhills und seiner Söldnertruppe konnte der Indianeraufstand in Nieuw Nederland niedergeschlagen werden.

### Gouverneur Stuyvesant
Underhill bekam für seine Dienste zwei Landzuweisungen von Gouverneur Kieft, die Insel Bergen Island und ein Grundstück, auf dem heute die Trinity Church in Manhattan steht und wo er mit seiner Familie ab Mai 1644 wohnte. Im nächsten Jahr wurde er in den Stadtrat (Council) von Nieuw Amsterdam gewählt und war Mitglied eines achtköpfigen Gremiums, das über Maßnahmen gegen die Indianer beriet. Als Kieft 1647 von Gouverneur Petrus Stuyvesant abgelöst wurde, ernannte dieser Underhill zum Sheriff von Flushing, seinem Wohnsitz bis zum Jahr 1653. In diesem Jahr erfuhr er von den Plänen Stuyvesants, sich mit den Indianern gegen die Briten zu verbünden. Underhills Beziehungen zum niederländischen Gouverneur verschlechterten sich zusehends und er wurde wegen eines „aufrührerischen Pamphlets an das Volk von Long Island“ verhaftet. Sein Gefängnisaufenthalt war von kurzer Dauer, die Vorwürfe gegen ihn wurden zurückgezogen.

### Long Island
Er bot seine Dienste den United Colonies in Newport in Rhode Island an und verließ Flushing im Mai 1653. Die Verantwortlichen in Rhode Island ernannten ihn zum Befehlshaber der Landstreitkräfte. Am 27. Juni 1653 besetzte er mit Zustimmung Connecticuts einen niederländischen befestigten Handelsposten zwischen Hartford und Saybrook. 1654 wurde der kurze Erste Englisch-Niederländische Krieg (1652–1654) mit einem Friedensvertrag beendet und Underhill zog mit seiner Familie nach Southold auf Long Island. Im Jahr 1658 starb seine erste Frau Helena und wurde auf dem Presbyterian Cemetery beerdigt. Im nächsten Jahr heiratete er seine zweite Frau, Elizabeth Feake, verkaufte sein Anwesen und zog nach Setauket. In seinen letzten Lebensjahren fungiertet er als Sheriff, Friedensrichter und mehrfach als Abgeordneter. Darüber hinaus war er als Berater für die verbliebenen Indianer auf Long Island tätig. Am 1. Oktober 1666 legte er dem Geschworenengericht im Auftrag der Matinecock eine Petition vor. Sein letzter Wohnsitz war in Killingworth in Connecticut. John Underhill starb dort am 21. Juli 1672 und wurde in Locust Valley auf Long Island beerdigt.